# Cantó d'Orezza-Alesani
El cantó d'Orezza-Alesani és una divisió administrativa francesa situat al departament de l'Alta Còrsega i a la Col·lectivitat Territorial de Còrsega.

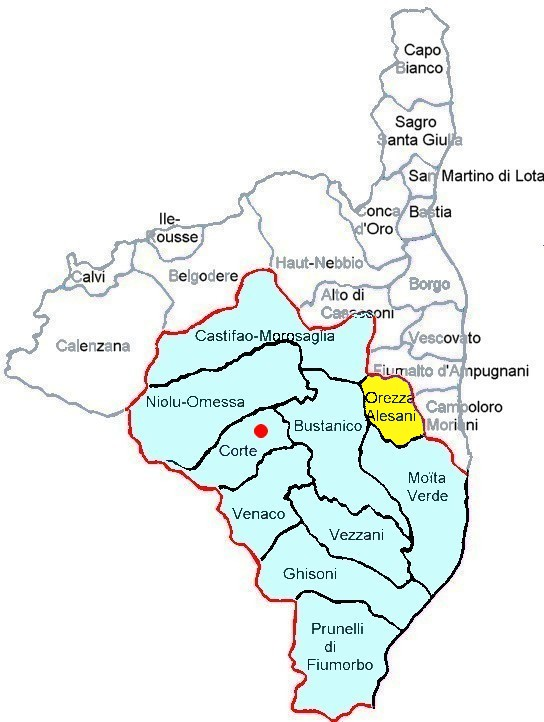
Localització del cantó d'Orezza-Alesani

## Administració
| Període | Identitat           | Partit     | Qualitat                |  |
| ------- | ------------------- | ---------- | ----------------------- |  |
| 2001-   | Luc-Antoine Marsily | Démocrates | alcalde de Pie-d'Orezza |  |

## Composició
| Nom               | Població | Codi Postal | Codi Insee |  |
| ----------------- | -------- | ----------- | ---------- |  |
| Campana           | 24       | 20229       | 2B052      |  |
| Carcheto-Brustico | 18       | 20229       | 2B063      |  |
| Carpineto         | 11       | 20229       | 2B067      |  |
| Felce             | 43       | 20234       | 2B111      |  |
| Monacia-d'Orezza  | 30       | 20229       | 2B164      |  |
| Nocario           | 42       | 20229       | 2B176      |  |
| Novale            | 69       | 20234       | 2B179      |  |
| Ortale            | 25       | 20234       | 2B194      |  |
| Parata            | 27       | 20229       | 2B202      |  |
| Perelli           | 110      | 20234       | 2B208      |  |
| Piazzali          | 13       | 20234       | 2B216      |  |
| Piazzole          | 43       | 20229       | 2B217      |  |
| Piedicroce        | 117      | 20229       | 2B219      |  |
| Piedipartino      | 19       | 20229       | 2B221      |  |
| Pie-d'Orezza      | 25       | 20229       | 2B222      |  |
| Pietricaggio      | 54       | 20234       | 2B227      |  |
| Piobetta          | 30       | 20234       | 2B234      |  |
| Rapaggio          | 10       | 20229       | 2B256      |  |
| Stazzona          | 33       | 20229       | 2B291      |  |
| Tarrano           | 27       | 20234       | 2B321      |  |
| Valle-d'Alesani   | 124      | 20234       | 2B334      |  |
| Valle-d'Orezza    | 49       | 20229       | 2B338      |  |
| Verdèse           | 18       | 20229       | 2B344      |  |

## Demografia
| 1962  | 1968  | 1975  | 1982  | 1990 | 1999 |
| ----- | ----- | ----- | ----- | ---- | ---- |
| 1.523 | 2.037 | 1.583 | 1.359 | 944  | 961  |